# Brooke Raboutou
Brooke Raboutou (født 2001) er en amerikansk sportsklatrer.
Raboutou repræsenterede USA ved sommer-OL 2020 i Tokyo, hvor hun sluttede på en 5. plads. Hun deltog igen ved sommer-OL 2024 i Paris, hvor hun vandt sølv.